# Pop Galaxy
Pop Galaxy är ett studioalbum med Magnus Carlsson från 2010. Albumet släpptes den 29 september 2010.

## Låtlista
CD1: The Album
1. My Galaxy (03:17)
2. The Best In me (02:55)
3. Feel You (03:36)
4. The Kiss (04:11)
5. Keep On Dancin' (03:46)
6. A Little Respect (03:32)
7. Show Me The Way (02:57)
8. Doin' OK Doin' Alright (04:01)
9. Stronger Than Ever (03:02)
10. One Love To Give (04:15)
11. This Is Disco (Pitchline International Version) (04:22)
12. When Our Love Is Gone (03:55)
13. Take Me To Your Heart (03:17)
14. Last One To Stand (03:12)

CD2: Bonus Disc
1. Crying At The Discoteque (03:42)
2. Walking In My Shoes (03:11)
3. Money (Greedy Honey) (03:08)
4. Flash (Fransk Version av "One Love To Give") (04:15)
5. This Is Disco (Single Version) (03:46)
6. Feel You (Pitchline Club Remake) (06:39)
7. A Little Respect (Pitchline Remix) (06:40)
8. This Is Disco (SoundFactory Paradise Anthem) (07:04)
9. Feel You (Ruff & Jam Club Mix) (07:05)
10. Video: Feel You
11. Video: A Little Respect
12. Video: Making The Video "Feel You"

### Digital utgåva
Den digitala releasen har "Slave To Love" tillagd i låtlistan samt saknar "Walking In My Shoes" och de tre videorna.

## Cover
Flash & One Love To Give släpptes från början 1986 av prinsessan Stéphanie av Monaco.

## Listplaceringar
| Lista (2010) | Topplacering |
| ------------ | ------------ |
| Sverige      | 11           |

### Fotnoter
1. ↑  ”Pop Galaxy”. Svensk mediedatabas. 26 februari 2010. http://smdb.kb.se/catalog/id/002679354. Läst 10 december 2014.
2. ↑  ”Pop Galaxy”. Swedishcharts. 26 februari 2010. http://swedishcharts.com/showitem.asp?interpret=Magnus+Carlsson&titel=Pop+Galaxy&cat=a. Läst 31 oktober 2012.